# Wladimir Iwanowitsch Kossinski
Wladimir Iwanowitsch Kossinski (russisch Владимир Иванович Косинский; * 26. Februar 1945 in Kotlas; † 14. Juli 2011 in Sankt Petersburg) war ein sowjetischer Schwimmer. Er gewann zwei olympische Silbermedaillen und eine olympische Bronzemedaille.

## Sportliche Karriere
Der für VS Leningrad startende Kossinski nahm 1964 in Tokio erstmals an Olympischen Spielen teil. Über 200 Meter Brust erreichten mit Heorhij Prokopenko, Aleksandre Tutakaewi und Wladimir Kossinski, alle drei Schwimmer aus der Sowjetunion, das Olympiafinale. Im Endlauf wurde Prokopenko Zweiter, Tutakaewi Vierter und Kossinski Achter. 1967 erkämpfte Kossinski seine ersten drei sowjetischen Meistertitel, als er beide Bruststrecken gewann und mit der Lagenstaffel siegte.
1968 bei den Olympischen Spielen in Mexiko-Stadt schwammen alle drei sowjetischen Teilnehmer ins Finale über 100 Meter Brust. Mit 0,3 Sekunden Rückstand auf Don McKenzie aus den Vereinigten Staaten schlugen Kossinski als Zweiter und Nikolai Pankin als Dritter an. Jewhen Mychajlow wurde Fünfter. Alle drei Schwimmer erreichten auch das Finale über 200 Meter Brust. Hier siegte der Mexikaner Felipe Muñoz mit 0,5 Sekunden Vorsprung auf Kossinski, 0,7 Sekunden hinter Kossinski wurde Brian Job aus den Vereinigten Staaten Dritter vor Pankin und Mychajlow. Zum Abschluss der Schwimmwettbewerbe wurde die Lagenstaffel ausgetragen. Die sowjetische Staffel erreichte mit Wiktor Masanow, Nikolai Pankin, Juri Susdalzew und Sergei Gussew das Finale in der fünftschnellsten Zeit. Im Finale schwammen Jurij Hromak, Wladimir Kossinski, Wladimir Nemschilow und Leonid Iljitschow vier Sekunden schneller als die Vorlaufstaffel und gewannen die Bronzemedaille hinter den Staffeln aus den USA und aus der DDR. Nach den bis 1980 geltenden Regeln erhielten Schwimmer, die nur im Vorlauf eingesetzt wurden, keine Medaille.
Zwei Jahre später bei den Europameisterschaften 1970 in Barcelona wurde Kossinski Sechster über 100 Meter Brust und Fünfter über 200 Meter Brust. In beiden Wettbewerben gewann Pankin eine Medaille, der auch in der Lagenstaffel antrat. Bei den Olympischen Spielen 1972 in München schied Kossinski über 100 Meter Brust als 12. des Halbfinales aus. Über 200 Meter Brust kamen nur die acht Vorlaufschnelslten ins Finale, Kossinski war 13. der Vorläufe.
Nach seiner Karriere war Kossinski Schwimmtrainer in Leningrad.

## Bestzeiten
- 100 Meter Brust: 1:06,7 Minuten (1967, die Zeit bedeutete damals Weltrekord)
- 200 Meter Brust: 2:26,2 Minuten (1972)